# Polizeiruf 110: Petra
Petra ist ein deutscher Kriminalfilm von Hans Joachim Hildebrandt aus dem Jahr 1982. Der Fernsehfilm erschien als 78. Folge der Filmreihe Polizeiruf 110.

## Handlung
Ein Anwohner sieht, wie ein Fremder einen Wagen in einen Steinbruchsee schiebt. Der Wagen stürzt die Steilwand hinab und versinkt darauf im tiefen Wasser. Der Zeuge alarmiert die Feuerwehr und die Polizei, die Oberleutnant Wolfgang Reichenbach an den Tatort schickt. Als der Wagen geborgen ist, entdeckt Reichenbach auf dem Rücksitz unter Autoreifen verborgen eine Frauenleiche. Es handelt sich um die junge Petra Langer. Der Anwohner bemerkt am anderen Ufer des Sees einen Beobachter, den er als den Mann identifiziert, der das Auto in den See gestoßen hat. Der zuständige ABV Schreiber erkennt im nun flüchtenden Mann Jürgen Wittstock, den Bruder von Petra. Wenig später fährt Jürgen mutwillig gegen einen Baum. Sein Wagen explodiert, und er kommt in den Flammen um.
Die Spur zum Verbrechen bringt Reichenbach auch auf die Spur eines seit langem ungelösten Falls von Autodiebstählen. Der geborgene Wagen gehört zu den vermissten Autos, die in der letzten Zeit gestohlen wurden. Die Ermittler suchen Jürgens Garage auf, in der deutliche Arbeitsspuren darauf hinweisen, dass hier Wagen umgespritzt und für den späteren Weiterverkauf aufgemotzt wurden. Jürgen kann die Taten jedoch nicht alleine begangen haben. Zudem erscheint es unwahrscheinlich, dass er seine eigene Schwester umgebracht hat. Petra wurde erschlagen und ist nicht ertrunken.
Über Petras Freund finden die Ermittler heraus, dass sie eine Beziehung zu einem anderen Mann hatte. In Rückblenden zeigt sich, dass dieser Mann Michael Grandel war, der in Petras LPG regelmäßig Erde abholte. Mit seiner schwangeren Frau Elvira baute er sich ein Eigenheim, doch war die Ehe zunehmend zerrüttet. Michael nahm auf seine Frau keine Rücksicht und begann eine Affäre mit Petra. Sie und Elvira trafen auf einer Feier für die Bauarbeiter in Grandels Haus zusammen, und Petra beendete die Beziehung zu Michael. Sie unterstützte in der Folge Elvira. Gleichzeitig versuchte sie, ihren Bruder wieder auf den richtigen Weg zu bringen, ahnte sie doch, dass der vorbestrafte Jürgen wieder auf die schiefe Bahn geraten war. Durch Zufall erfuhr sie, dass Michael der Drahtzieher hinter den Autodiebstählen war. Als beide Männer trotz des Versprechens, ihre ungesetzlichen Touren aufzugeben, weitermachten, und vor allem Michael keinen Grund sah, ehrlich zu werden, wollte Petra zur Polizei gehen. Michael erschlug sie in seinem Keller, als seine Frau wegen der Geburt in der Klinik war. Er richtete den Keller wieder her, um Spuren zu verwischen, doch kommen ihm die Ermittler am Ende durch Elviras Mithilfe auf die Spur. Als sie vom Tod ihrer besten Freundin Petra erfährt, geht sie zur Polizei und zeigt sich und Michael an. Michael versucht noch, zu leugnen, muss die Tat jedoch angesichts der in seinem Keller gefundenen Spuren zugeben.

## Produktion
Petra wurde vom 1. April bis 5. Juni 1981 unter dem Arbeitstitel Auto-Stop in Jerichow und Umgebung, in Parey (Schleuse), Rogätz (Wagenfähre) sowie in Magdeburg Alt Olvenstedt am Sternsee gedreht. Die Kostüme des Films schuf Evelyn Geper, die Filmbauten stammen von Günther Möller. Der Film erlebte am 14. März 1982 im 1. Programm des Fernsehens der DDR seine Premiere. Die Zuschauerbeteiligung lag bei 64,9 Prozent.
Es war die 78. Folge der Filmreihe Polizeiruf 110. Oberleutnant Wolfgang Reichenbach ermittelte in seinem ersten Fall.